# 宮原ナオ
宮原 ナオ（みやはら なお、1959年 - ）は、日本の漫画家。代表作は「三軍神参上」全６巻、「タクヤ★コネクション」（集英社）など。春風サキというペンネームで、成人漫画にも挑戦。YICキャリアデザイン専門学校講師。現在は山口県在住。
絵柄としては少年誌ながら少女漫画に登場するようなキラキラした瞳とスラッとした長身・細身の男性キャラを描いていた。女性キャラも細身というか凹凸はハッキリ描かない作風だったが、成人向けに移行してからはメリハリのある体型に描くようになった。